# Horňácko

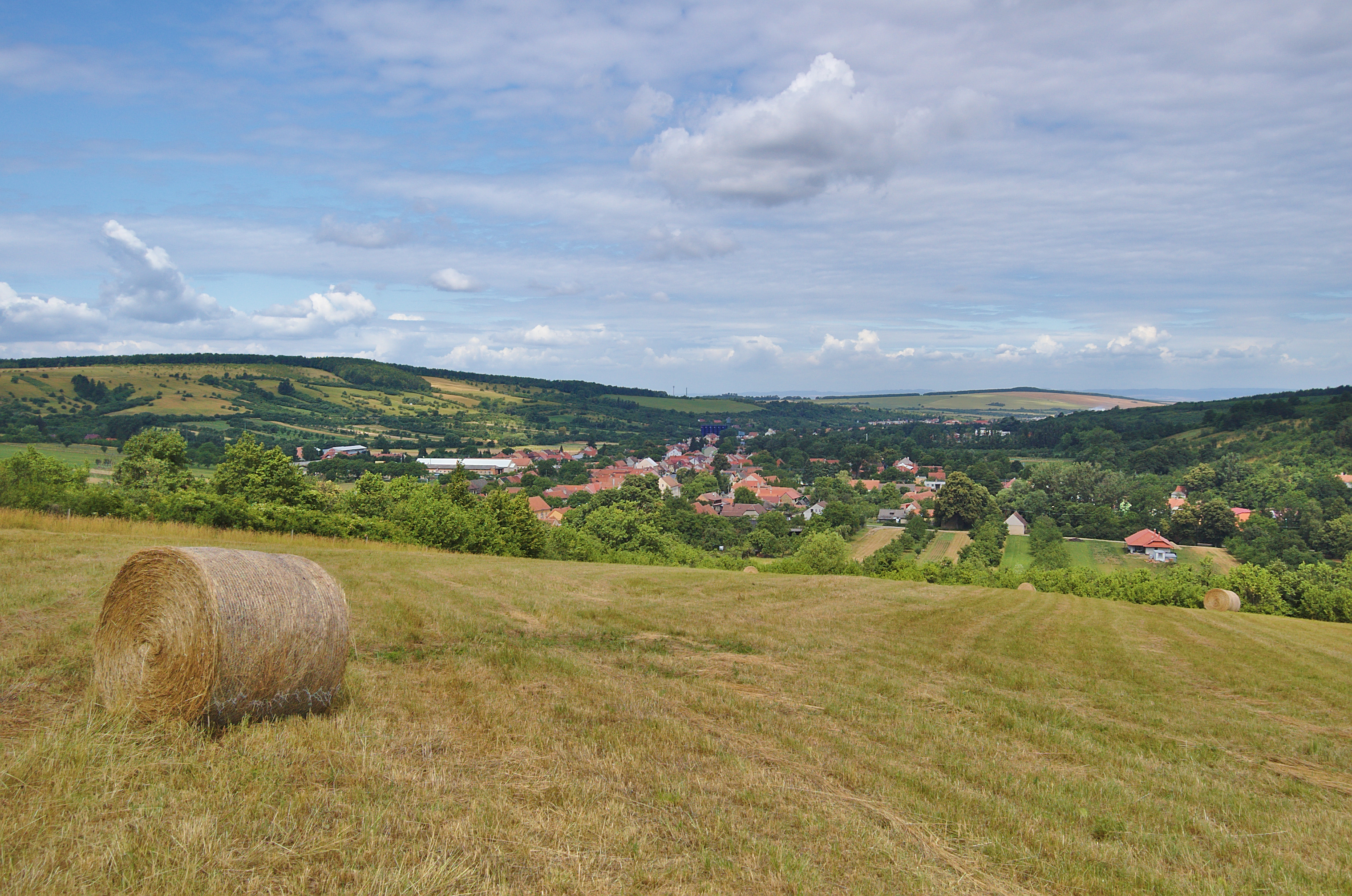
Pohled na Javorník a Velkou nad Veličkou ze západu

Horňácko je etnografický subregion Slovácka. Nachází se na úpatí Bílých Karpat pod Velkou Javořinou na moravsko-slovenském pomezí. Tvoří jej devět obcí: Lipov, Louka, Malá Vrbka, Hrubá Vrbka, Javorník, Kuželov, Nová Lhota, Suchov, centrum oblasti Velká nad Veličkou a řada samot zvaných Mlýny, roztroušených podél říčky Veličky mezi Javorníkem, Vápenkami a Suchovem.

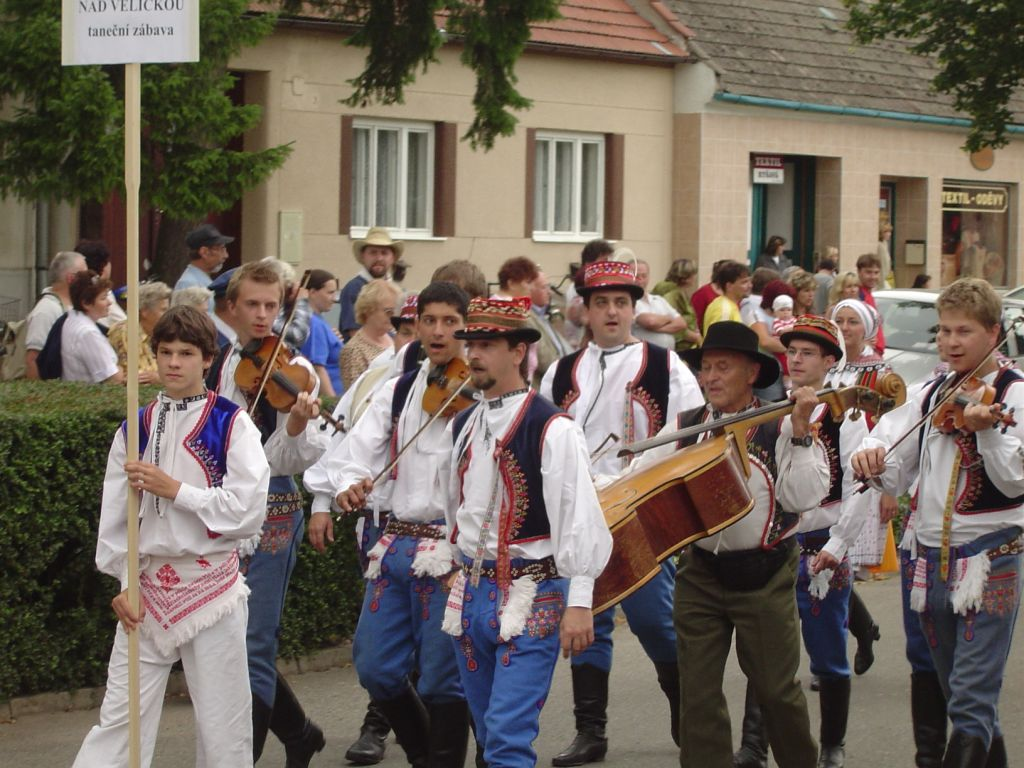
Muzikanti z Velké nad Veličkou v roce 2005

Horňácko se odlišuje nářečím, má také do určité míry specifické tradice na poli lidového umění a řemesel, které se odrážejí v lidovém stavitelství, oděvu a folkloru. Historicky na jeho území žily vedle sebe tři náboženské komunity: katolická, evangelická a židovská. Nově se zde rozvíjí tradice pravoslavná. Dnešní horňácké obce náležely během staletí k různým panstvím, od roku 1381 většina obcí patřila k panství strážnickému.

## Kroje

### Ženský kroj
- rubáč - sešitý vrchní díl (opléčko),zdobený činovatí, a spodní díl
- rukávce - bohatě vyšívané na límci a na rukávech
- fěrtoch - bílý nebo žlutý, váže se zezadu dopředu, nahoře s našitými tkanicemi (formou)
- sukňa - všední součástka, nesešitá, váže se zezadu dopředu, černý nebo tmavěmodrý podklad a zelenožlutý vzor, s formou a zdoben portou (hadovkou)
- fěrtůška - kartúnová/ turecká/modrá/ - různé vzory, zdobená hadovkou a krajkou
- kordulka - vestička bez rukávů z béžového sukna, bohatě zdobená
- kabátek - vestička bez rukávů, z různě barevného sukna, zdobená pentlemi, s véčkovým výstřihem
- lajbl - zdobený kabátek k chladnějšímu počasí
- šatka a čepec - bohatě zdobené, určené pro vdané ženy
- holénky - vysoké boty/střevíce/krpce
- punčochy/silonky
- šátky - lipský/turecký

### Mužský kroj
- šňůrkovica - vyšívaná košile
- nohavice - vyšívané kalhoty s řemenem
- pruclek - vyšívaná vesta
- klobúk - šmukáč
- kabát - do chladnějšího počasí

### Dětský kroj

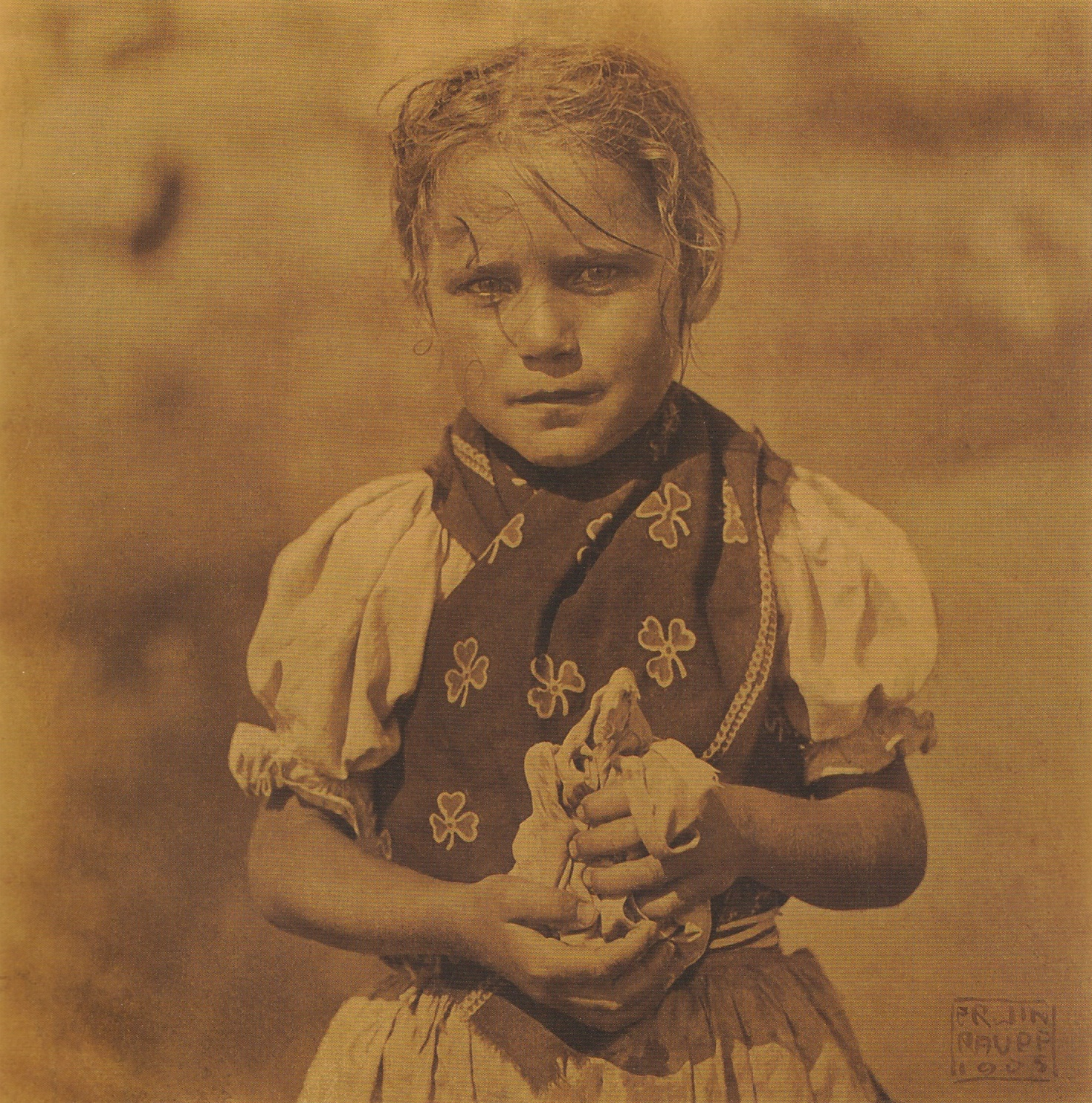
Děvčátko z Velké nad Veličkou, rok 1904

- Nejmenší děti - šubaňka - košilka zdobená výšivkou
- Chlapci do 3 let - šňůrkovica, traslavice (bílé kalhoty), šátek do pasu a pruclek
- Děvčata do 3 let - rukávečky, čepeček (gargulka) a šatečky z tureckého šátku